# Sheffield Simplex Motor Works

Emblem

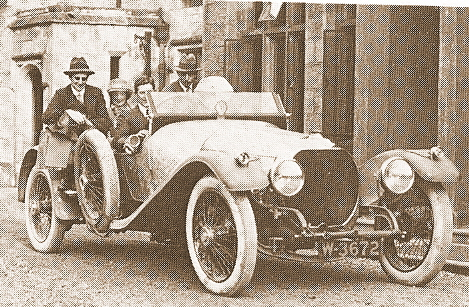
Sheffield-Simplex 30 hp (1914)

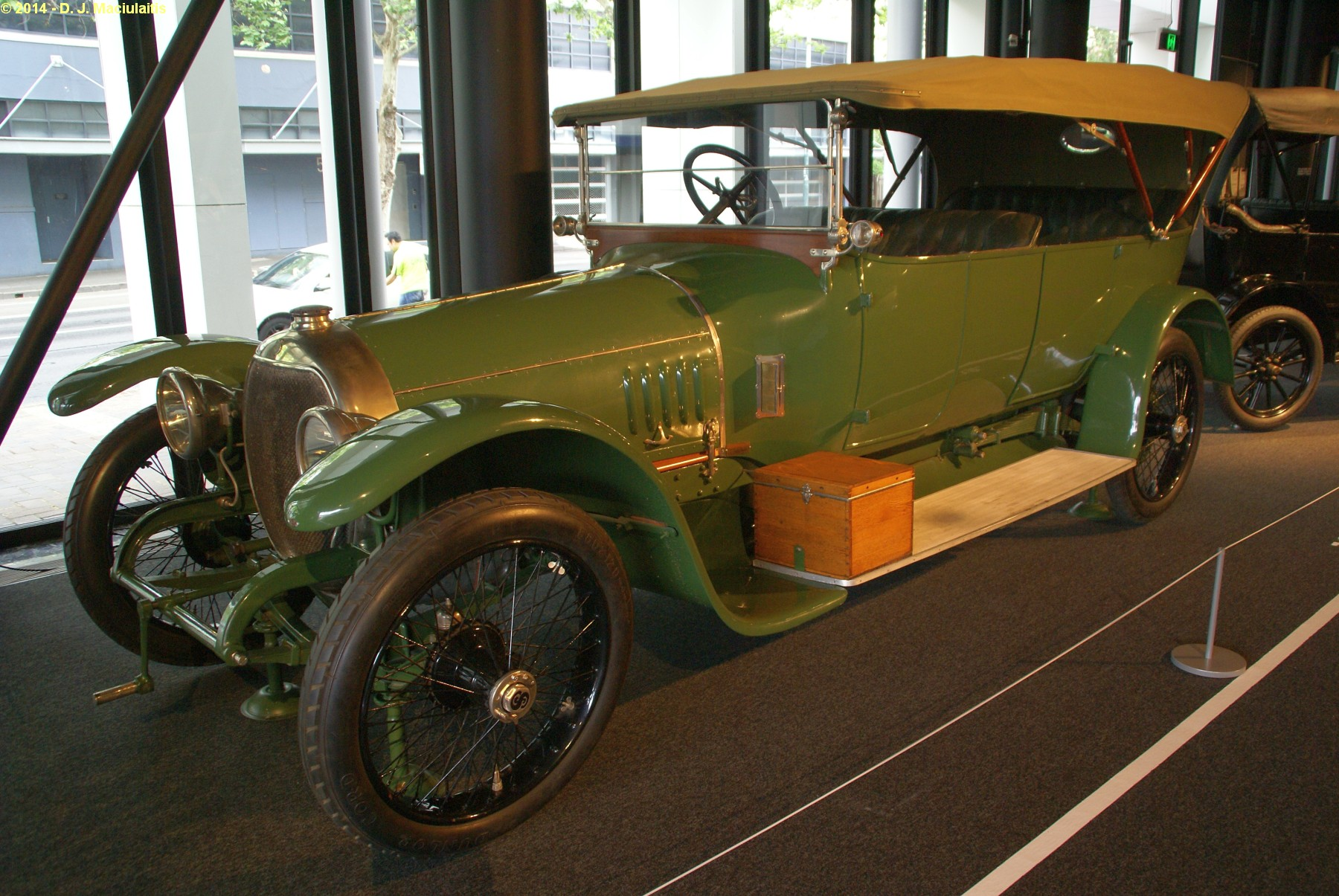
Sheffield-Simplex (1913) im Powerhouse Museum in Sydney

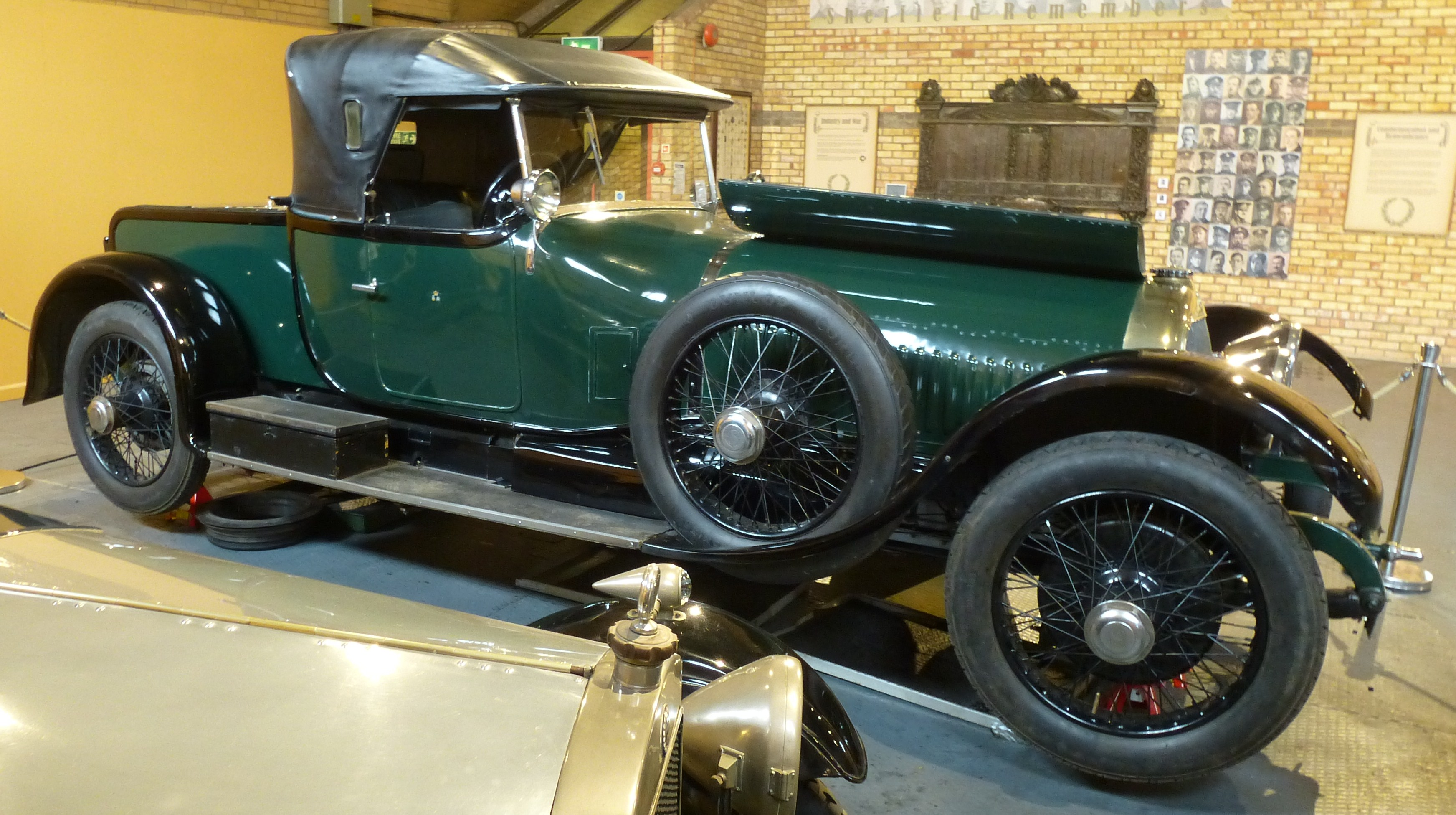
Sheffield-Simplex 50 HP (1920)

Die Sheffield Simplex Motor Works Ltd. war ein britischer Automobilhersteller, der von 1907 bis 1927 in Sheffield (Yorkshire) ansässig war. Vorgänger war Brotherhood Crocker Motors.

## Beschreibung
Sheffield-Simplex-Automobile waren Luxuswagen, die mit wenigen Ausnahmen mit Sechszylinder-Reihenmotoren ausgestattet waren. Lediglich drei etwas kleinere Modelle mit Vierzylindermotoren entstanden.
Nach dem Ersten Weltkrieg tat sich der Hersteller schwer, die teuren Wagen zu verkaufen. Ab 1922 wurde nur noch ein Vierzylindermodell angeboten, von dem aber nur noch wenige Exemplare entstanden. 1927 endete die Produktion endgültig.
Ein Fahrzeug steht im Powerhouse Museum im australischen Sydney. Ein weiteres steht im Kelham Island Museum in Sheffield.

## Modelle
| Modell   | Bauzeitraum | Zylinder | Hubraum  | Radstand     |
| -------- | ----------- | -------- | -------- | ------------ |
| 20 hp    | 1907–1909   | 4 Reihe  | 3927 cm³ |              |
| 45 hp    | 1908–1914   | 6 Reihe  | 6960 cm³ | 3251–3734 mm |
| 14/20 hp | 1910        | 4 Reihe  | 2883 cm³ | 2921–3175 mm |
| 20/30 hp | 1910        | 6 Reihe  | 4325 cm³ | 3175–3429 mm |
| 25 hp    | 1911        | 6 Reihe  | 4325 cm³ | 3200–3429 mm |
| 25 hp    | 1912–1913   | 6 Reihe  | 4741 cm³ | 3200–3429 mm |
| 30 hp    | 1913–1915   | 6 Reihe  | 4741 cm³ | 3658 mm      |
| 20 hp    | 1919–1927   | 4 Reihe  | 3160 cm³ | 3658 mm      |
| 50 hp    | 1921        | 6 Reihe  | 7778 cm³ | 3810 mm      |